# 粉绿钻地风
粉绿钻地风（学名：Schizophragma integrifolium var. glaucescens）为虎耳草科钻地风属下的一个变种。

## 扩展阅读
- 維基物種上的相關：粉绿钻地风